# Oliver Wolcott, Jr.
Oliver Wolcott Jr. (Litchfield, Connecticut, 11 de enero de 1760-Nueva York, 1 de junio de 1833) fue el segundo Secretario del Tesoro de los Estados Unidos,  juez del Tribunal de Circuito de los Estados Unidos para el Segundo Circuito y el 24º Gobernador de Connecticut.
Hijo de Oliver Wolcott, se graduó en la Universidad de Yale en 1778. Más tarde estudió derecho en la escuela de Derecho de Litchfield y empezó a ejercer esta profesión en 1781.
Wolcott fue nombrado en 1784 como uno de los comisionados encargados de mediar en algunas disputas surgidas entre el gobierno estadounidense y el estado de Connecticut.  Tras servir como director del estado de Connecticut en el periodo 1788-90, fue elegido auditor de la Reserva Federal, y llegó a ser director del Tesoro en 1791.
Wolcott fue designado Secretario del Tesoro por George Washington en 1795 para suceder a Alexander Hamilton, pero dimitió en 1800 debido a su impopularidad, y a una particularmente cruel campaña contra él en prensa  en la que, entre otras cosas, fue falsamente acusado de incendiar el edificio del Departamento de estado.
Desde 1803 hasta 1815 se encargó  de negocios privados en Nueva York.  Fue elegido gobernador de su estado, Connecticut, siguiendo los pasos de su padre, Oliver Wolcott, y de su abuelo ocupando durante diez años el cargo.  Su gestión se caracterizó por un crecimiento económico y una política prudente y moderada. Además, presidió una convención encargada de crear una nueva constitución estatal en 1818.
Wolcott murió en Nueva York y fue enterrado en el Cementerio Este de Litchfield.